# Hunshikatti, Shiggaon
Hunshikatti là một làng thuộc tehsil Shiggaon, huyện Haveri, bang Karnataka, Ấn Độ.